# مایک رید
مایک رید (انگلیسی: Mike Reid; ۱۹ ژانویهٔ ۱۹۴۰ – ۲۹ ژوئیهٔ ۲۰۰۷) بازیگر و مجری تلویزیون اهل بریتانیا بود.
از فیلم‌ها یا برنامه‌های تلویزیونی که وی در آن نقش داشته‌است، می‌توان به قاپ‌زنی، دکتر هو، دوازده مرد خبیث و رخنه‌گر اشاره کرد.